# Pseudatrichia howdeni
Pseudatrichia howdeni är en tvåvingeart som beskrevs av Kelsey 1969. Pseudatrichia howdeni ingår i släktet Pseudatrichia och familjen fönsterflugor.
Artens utbredningsområde är Arizona. Inga underarter finns listade i Catalogue of Life.